# Murańskie Kopki
Murańskie Kopki (ok. 1390 m) – dwie turniczki w zachodniej części słowackich Tatr Bielskich. Znajdują się w ich grani głównej, pomiędzy Małym Muraniem na zachodzie i Murańską Turnią na wschodzie. Od Małego Murania oddziela je Skrajna Murańska Przełęcz (ok. 1340 m), od Murańskiej Turni Pośrednia Murańska Przełęcz (ok. 1370 m). Od południowo-zachodniej strony wznoszą się nad Polaną pod Muraniem. W opadający na nią stromy i porośnięty lasem stok wcina się płytki żleb. Las ten całkowicie powaliła wichura w maju 1986 r. Stok północno-wschodni opada do Doliny Międzyściennej.
Są to zbudowane z wapieni murańskich niewielkie turniczki oddzielone płytkim siodłem. Porasta je częściowo las, częściowo kosodrzewina, trawa,  a częściowo są skaliste. U podstawy ich wschodnich, przewieszonych ścianek znajdują się głębokie nyże. W lesie na stokach opadających do Doliny Międzyściennej kilkadziesiąt  metrów poniżej Murańskich Turniczek znajduje się pionowa ściana o wysokości około 40 m. 
Na Murańskie Kopki nie prowadzi żaden szlak turystyczny i znajdują się na obszarze ochrony ścisłej. 

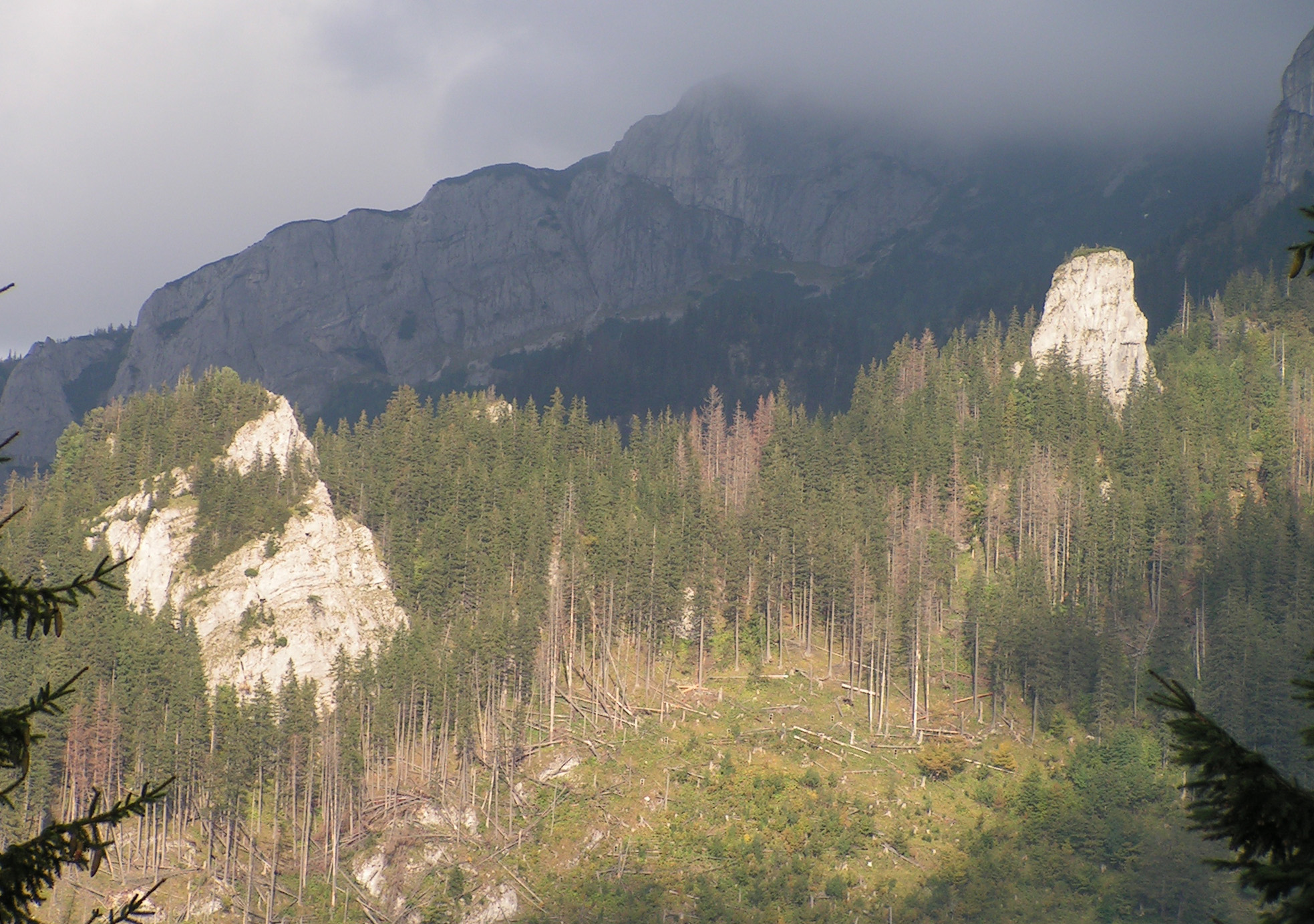
Murańskie Kopki (po lewej) i Murańska Turnia (po prawej)